# Зуєв Володимир Олександрович
Володи́мир Олекса́ндрович Зу́єв (14 лютого 1918 , Дніпро, Українська Народна Республіка Рад робітничих, селянських, солдатських і козацьких депутатів  — 7 червня 1986 , Дніпро ) — заслужений архітектор УРСР з 1980 року.

## Життєпис
Закінчив у 1940 році Дніпропетровський інженерно-будівельний інститут.
У 1946-53 працює в архітектурно-проектувальній конторі «Дніпропроект», в 1953-60 — головний архітектор проектів та керівник майстерні.
З 1960 по 1974 рік — керівник відділу, по тому — начальник архітектурно-конструкторського відділу «Дніпрогромадпроекту».
Проектував такі споруди:
- готель «Дніпропетровськ» — 1969,
- дніпропетровська набережна — 1974,
- Криворізький академічний міський театр драми та музичної комедії імені Тараса Шевченка( стиль неокласицизм) м.Кривий Ріг -1951,
- головний корпус університету — 1975,
- комплекс музею ім. Д. І. Яворницького
- та діорама «Битва за Дніпро» — 1978,
- Будинок Рад на проспекті К. Маркса 1979,
- готель «Парус» — 1985, всі проекти — у Дніпропетровську, в співавторстві.

Шевченківська премія 1979 року у співавторстві (разом, зокрема, з Миколою Бутом) за комплекс Дніпропетровського історичного музею ім. Д. І. Яворницького.

## Джерело
- Комітет з національної премії [Архівовано 5 березня 2016 у Wayback Machine.]